# Les Divorcés (chanson)
Pour les articles homonymes, voir Les Divorcés (homonymie).
Singles de Michel Delpech
Rimbaud chanterait
(1973) Les Aveux
(1973)
Les Divorcés est une chanson de Michel Delpech sortie en 1973. Elle a été écrite par Michel Delpech et Jean-Michel Rivat et composée par Roland Vincent. 
Le thème en a été retenu par Jean-Michel Rivat et Michel Delpech. Jean-Michel Rivat venait de connaître, comme Michel Delpech, les affres du divorce.
Dans cette chanson, Michel Delpech parle de l'absurdité de la loi qui ne permet pas encore à l'époque, en 1973, le divorce par consentement mutuel. Le journal Le Figaro écrit, plus d’une quarantaine d’années plus tard, en 2016, que cette chanson a changé la perception du divorce en France. Peu de temps après, en juillet 1975, une loi, souhaitée par le président de l'époque, Valéry Giscard d'Estaing, et par une partie majoritaire désormais de l'opinion publique, introduit en France cette notion de divorce par consentement mutuel.
La chanson a été n°1 en France en janvier 1974.

## Dans la culture populaire
Dans le film L'Amour flou de Romane Bohringer et Philippe Rebbot sorti en 2018, la chanson Les Divorcés est présente deux fois dans le film. La version originale de Michel Delpech est utilisée pour le générique de début et le titre est interprété par Romane Bohringer et Philippe Rebbot pour le générique de fin du film.